# Eulalia levicornuta
Eulalia levicornuta är en ringmaskart som beskrevs av Moore 1909. Eulalia levicornuta ingår i släktet Eulalia och familjen Phyllodocidae. Inga underarter finns listade i Catalogue of Life.